# Dinos (rappeur)
Pour les articles homonymes, voir Dinos.
Dinos, ou parfois Dinos Punchlinovic, de son vrai nom Jules Jomby, est un rappeur et chanteur français, né le 30 novembre 1993 à Douala au Cameroun.

## Biographie

### Début de carrière (2011-2014)
Jules Jomby naît le 30 novembre 1993 à Douala, au Cameroun. Quand il a six ans, sa famille s'installe en France, dans la cité des 4000 à La Courneuve, en Seine-Saint-Denis. Sous le nom Dinos Punchlinovic, il sort son premier projet, Thumbs Up, en 2011, puis commence à se faire un nom dans les Rap Contenders, performance scénique où deux MCs s'affrontent a cappella.
En mai 2013, Dinos signe sur le label Def Jam France , et le 24 juin 2013, sort un EP intitulé L'Alchimiste en référence au livre du même nom de Paulo Coelho.
Courant 2014, Dinos quitte Def Jam France pour Capitol Music France et sort, le 14 avril 2014, un second EP intitulé Apparences, porté par le titre Namek qui sera son premier gros succès,.

### Imany(2015-2018)
Courant 2015, Dinos annonce la sortie de son premier album avant la fin de l'année, et en juin, il en donne le nom, Imany, qui signifie la foi en swahili. La sortie est finalement retardée, et en septembre 2016 Dinos sort l'EP Toujours pas Imany mais presque pour faire patienter son public. En mai 2017, il annonce sur ses réseaux avoir fini l'album, et le premier extrait Flashé sort le 8 décembre 2017. Dinos lance à la même période sa marque de vêtements Namaste Club.
Le 20 février 2018, il annonce finalement la date de sortie définitive d'Imany à l'occasion du concert anniversaire des 10 ans de l'association Hip-Hop Convict. Un mois plus tard, il sort le clip du single Les Pleurs du mal, et le 27 avril 2018 sort finalement Imany, trois ans après son annonce.
Le 20 août 2018, le rappeur de la Courneuve est invité sur la chaîne YouTube de Colors où il interprète le titre Argentique extrait d'Imany, et quelque temps plus tard, il apparait sur la compilation 93 Empire de Sofiane, où il est présent sur 2 titres (Drive By avec Sadek et Ixzo et Viens dans mon 93 avec Sofiane et Hornet la Frappe). En octobre, on le retrouve en freestyle aux côtés d'Oxmo Puccino, Lino, Dosseh et Rim'k pour un épisode spécial de l'émission Couvre Feu de la radio de Booba, OKLM.
En novembre 2018, Dinos sort le clip d'Helsinki et annonce pour décembre une réédition d'Imany, Imany Deluxe, qui comprendra 7 titres inédits. Le 22 juillet 2021, Imany est certifié disque d'or.

### Taciturne(2019-2020)
Le 3 décembre 2018, à l'occasion d'un concert à La Cigale, Dinos annonce que son prochain album s'appellera Taciturne et qu'il sortira en 2019. Le premier extrait, XNXX, sort le 4 octobre 2019 accompagné de la date de sortie de l'album. Le rappeur a tenu sa promesse, et sort Taciturne le 29 novembre 2019. Les titres Mack le Bizz Freestyle, Oskur, N'Tiekar et Arob@se seront clippés.
Fin décembre 2020, Dinos annonce qu'il travaille sur une deuxième partie pour Taciturne. Un mois plus tard, quatre morceaux bonus sont ajoutés à l'album, puis le vendredi 10 avril 2020, il sort Taciturne, les inachevés, un EP de 10 morceaux qui n'avaient pas été retenus sur le disque pour diverses raisons. L'EP faisant office de réédition de Taciturne, ses ventes s'ajoutent à celles de l'album, ce qui est vu par une partie du public comme une stratégie pour en gonfler les ventes. Six mois plus tard, en octobre 2020, Dinos reçoit le premier disque d'or de sa carrière avec Taciturne, qui sera ensuite certifié disque de platine en novembre 2022.

### Stamina, memento(2020-2022)
Le 18 octobre 2020, moins d'un an après Taciturne, Dinos annonce sur ses réseaux qu'il y aura « du Dinos pour l'hiver » et supprime tous ses posts Instagram, avant d'annoncer quelques jours plus tard la sortie prochaine de son nouvel album, Stamina,. Deux semaines plus tard, il donne la date de sortie et les deux pochettes (une pour la version physique, une pour la version streaming), et son troisième album solo sort finalement le 27 novembre 2020, porté par le single clippé Césaire. Stamina, s'écoule à 23 236 équivalent ventes en première semaine, soit presque trois fois le score de Taciturne, et est certifié disque d'or fin janvier 2021.
Pour Noël 2020, le rappeur sort le titre inédit Juste un clou, sur sa chaîne YouTube. En mai, il commence à évoquer une suite possible pour l'album, notamment en tweetant qu'il y aura « du Dinos pour l'été ». Cette déclaration se concrétise peu après avec l'annonce de la pochette et de la date de sortie de la réédition de Stamina, puis en juin de son premier extrait, Snitch, avec un clip tourné à Dakar. Stamina, Memento sort sous la forme d'un double album le 2 juillet 2021, et s'écoule à 9 311 équivalent ventes en première semaine, ce qui porte l'album à plus de 80 000 ventes. En septembre 2021, il est certifié disque de platine, le premier dans la carrière du rappeur.

### Hiver à ParisetCésium(2022-2023)
Dès septembre 2021, Dinos annonce une nouvelle fois qu'il sortira de la musique cet hiver, et le 26 janvier 2022 sort Aquanaute, un EP de 3 titres où on retrouve une collaboration avec le rappeur Guy2Bezbar. L'EP sort également sous format CD, vinyle et cassette en édition limitée. Dans le morceau Deïdo, qui est clippé, le rappeur de la Courneuve évoque la suite : « Prochain album s'appelle "Hiver à Paris" ». Un mois plus tard, il précise ce projet dans une story Instagram : « Je veux faire l'album le plus intemporel et le plus froid de ma carrière ».
Le 22 mars 2022, lors de son concert au Zénith de Paris, Dinos annonce la sortie surprise d'un nouvel EP 3 titres le soir même. Intitulé Nautilus, on y retrouve des collaborations avec Ali et Josman. Le 2 mai 2022, on le retrouve aux côtés de MC Solaar, Doria, Laeti, Selah Sue et Benjamin Epps pour la 6e édition du concert Hip Hop Symphonique. Le 24 mai 2022, Dinos sort Sea Dweller, un nouvel EP 3 titres visant à faire patienter le public, la conception d'Hiver à Paris prenant plus de temps que prévu.
En juillet, Dinos révèle au festival des Vieilles Charrues qu'il a finalement terminé son album. Celui-ci est rendu disponible en avant-première pendant quelques jours à l'occasion d'un pop-up store éphémère à Paris, une semaine avant sa sortie officielle. Le vendredi 4 novembre 2022, Hiver à Paris sort, sous la forme d'un double album séparé entre une Rive Droite et une Rive Gauche. L'album s'écoule à 28 074 ventes en première semaine et est certifié or courant décembre, puis platine plus d'un an plus tard en février 2024.
En février 2023, Dinos écrit le morceau Burn Out pour la bande originale du film Creed 3 réalisé par Michael B. Jordan, et vient le rapper sur la scène du Grand Rex pour l'avant-première du film. En juillet, on le retrouve aux côtés de Norsacce Berlusconi sur un court EP de deux titres, Fallout / Ushuaïa, qui bénéficiera d'un double clip.
Le 22 décembre 2023, Dinos et Dosseh s'associent pour un EP en commun de 3 titres, Césium. A La Faveur De L'Automne, extrait du disque, est clippé sur la chaîne de Dinos.

### Kintsugi(2024)
En 2024, le rappeur entame une tournée de dix dates en France, le PROCESS TOUR, où l'utilisation des téléphones portables est interdite. Durant l'été 2024, après une tournée de festival avec notamment une date aux Nuits de Fourvière, il révèle le nom de son prochain album, Kintsugi, du nom de l'art japonais visant à réparer des objets cassés. Il nomme cet album ainsi car Hiver à Paris n'a pas connu le succès espéré, bien qu'il ait reçu la flamme du meilleur album de l'année. Il annonce deux concerts à l'Accor Arena en février 2025, qui sont finalement reportés à décembre 2025. Le 29 novembre 2024, il sort son album Kintsugi, sur lequel il invite Hamza, Tiakola, Sofiane Pamart, Hélène Ségara ou encore Lino. Pour l'occasion, il ouvre une boutique éphémère à Paris sur le thème du disque.

## Discographie

### Apparitions
2011 : 
- I'm a Boss (Remix) avec Tuerie Balboa sur Écrire dans les nuages Vol. 2
- Marche pas sur mes Nike Air avec Tuerie Balboa, Houss Wayss, Luidji & Beeby Packman sur Écrire dans les nuages Vol. 2
- Freestyle avec Volts Face pour Daymolition
- 4ème Capsule (freestyle)
- Thumbs Up II (single)

2012 : 
- CQLP avec Luidji sur 2012
- Pleine plume sur l'album Darksun de Nakk Mendosa
- Clash avec Sinik sur La plume et le poignard
- Prieuré de Sion (single)
- Schweppes Agrum' & Chicken Chicka (single)
- La mort ou tchitchi (single)
- Ma génération avec L'indis, Nakk Mendosa, Sëar Lui-Même et L'affreux Jojo sur Mon refuge
- La nuit nous appartient avec Seth Gueko, Zekwé Ramos & Alkpote sur Néochrome Hall Stars Game
- Néo Comeback avec Seth Gueko, Zekwé Ramos & Alkpote, et Sofiane, Sadik Asken, Lino, Nakk Mendosa, Katana, Joe Lucazz, Skp2jv et Boubzi sur Néochrome Hall Stars Game
- Mr. Président avec Alkpote et Zekwé Ramos sur Néochrome Hall Stars Game
- Nos valeurs avec Fizzi Pizzi sur Un Tour De Manège

2013 : 
- CLM Cypher avec Grödash, Missak Portoukalian, Lomepal, et A2H sur Best Collabs
- Dis Moi produit par Chilea's sur l'EP Machine Messiah

2014 : 
- Mode avion (freestyle)
- Talk to Me (freestyle avec Luidji)

2015 : 
- Chapelle Sixtine (freestyle)
- La promesse (Remix) avec Disiz, Soprano, Youssoupha, TiTo Prince et Hatik sur Rap Machine
- Vers Imany avec Yseult (vidéo d'annonce de l'album)
- Amen (Pas Imany, mais presque) (single)
- Juste une minute (single)
- #PRAY4LOVE (morceau non mixé en réaction aux attentats du 13 novembre)

2016 : 
- Le ciel (single)
- Défends-moi avec Madame Monsieur sur Tandem (EP)
- Appel manqué avec Luidji

2017 : 
- Piccadily Circus avec Flaco et Yong C sur Mundo

2018 : 
- Bénis avec Joe Lucazz, Nakk Mendosa, L'indis, Ades sur Paris Dernière
- Fausses Notes produit par Harry Fraud sur la mixtape Brooklyn - Paris de Red Bull Music
- Drive by avec Sadek et Ixzo sur 93 Empire
- Viens dans mon 93 avec Sofiane et Hornet la Frappe sur 93 Empire

2019 : 
- Idole avec Isha sur La vie augmente, Vol.3
- Parle-moi sur la bande originale du film Black Snake, la légende du serpent noir
- Trois p'tites chattes avec Dosseh sur Summer Crack 4
- L'odeur du charbon (Remix) avec Dosseh et Maes sur Summer Crack 4

2020 : 
- SEVENOCLOCK avec Twinsmatic sur ATLAS
- NDOMBOLO avec Freakey! sur Désolé Pour L'Attente
- Interlude sur Le chant des oiseaux de Raplume
- Sacoche sur la compilation Art de rue

2021 : 
- Kash avec Youssoupha et Lefa sur Neptune Terminus
- Double file avec Zikxo sur Jeune & Ambitieux
- Number avec Kaza sur Toxic
- DM avec Bolémvn sur Anarchiste
- C'est la vie avec Charlotte Cardin sur Pheonix Deluxe
- Boyka avec Zamdane sur Couleur de ma peine

2022 : 
- O.G. avec Leto sur 17%
- Athéna avec Luv Resval sur Étoile Noire 2.0 : ZLM
- Connaissance avec Roshi sur Larosh
- À l'aube avec Soso Maness sur À l'aube
- Demain j'arrête avec Dosseh sur Trop tôt pour mourir
- Marginaux avec SCH sur Autobahn
- GP8 avec Dinero sur OG LIFE
- TDM avec Kims la rafale sur Dans L'Anonymat
- NMD_V3 (freestyle pour Adidas)
- Hiver à Paris Prélude (vidéo d'annonce d'album)
- Mojave Ghost (single)
- Nanga Boko (freestyle)

2023 : 
- 10 minutes avec PLK sur 2069'
- Périphérique avec Nahir sur Intégral 2 #POV
- VS (Call of Duty: Modern Warfare III) avec Dosseh
- Tant de signes avec OldPee et Zed sur Je m'appelle Sidi
- Belly avec Prince Waly sur BO Y Z Vol. 2

2024 : 
- Coupé avec Kerchak sur Saison 2
- Une semaine pour oublier... avec Dadju & Tayc sur Héritage
- Le Club avec Bu$hi sur Bushi Tape 3
- Décembre avec Malo sur 95°
- MTV avec Guy2Bezbar sur Ambition II
- UNTOUCHABLE avec Mac Tyer sur La vie du triple OG
- Ne me quitte pas avec La Fouine sur Capitale du Crime Radio

2025 : 
- La Pluie avec Franglish sur Aura

### Musique écrite ou coécrite pour d'autres artistes
- 2022 : Si j’savais (pour Tiakola)